# Cursed to Tour
Cursed to Tour er en live EP der er delt mellem At the Gates og Napalm Death. Den blev kun solgt på turnéen med de to bands.

## Numre

### Napalm Death
1. "Cursed to Crawl" – 3:24
2. "Take the Strain" – 4:09
3. "Food Chain" – 3:14
4. "Politics of Common Sense" – 2:58

### At the Gates
1. "Slaughter of the Soul" – 3:02
2. "World of Lies" – 3:34
3. "Legion" – 3:53 (Slaughter Lord cover)
4. "The Dying" – 3:16

## Musikere

### Napalm Death
- Mark "Barney" Greenway – Vokal
- Mitch Harris – Guitar
- Jesse Pintado – Guitar
- Shane Embury – Bas
- Danny Herrera – Trommer

### At the Gates
- Tomas Lindberg – Vokal
- Anders Björler – Guitar, trommer
- Jonas Björler – Bas
- Adrian Erlandsson – Trommer